# Microryzomys
Microryzomys é um género de roedor da família Cricetidae.

## Espécies
- Microryzomys altissimus (Osgood, 1933)
- Microryzomys minutus (Tomes, 1860)